# De Wildt

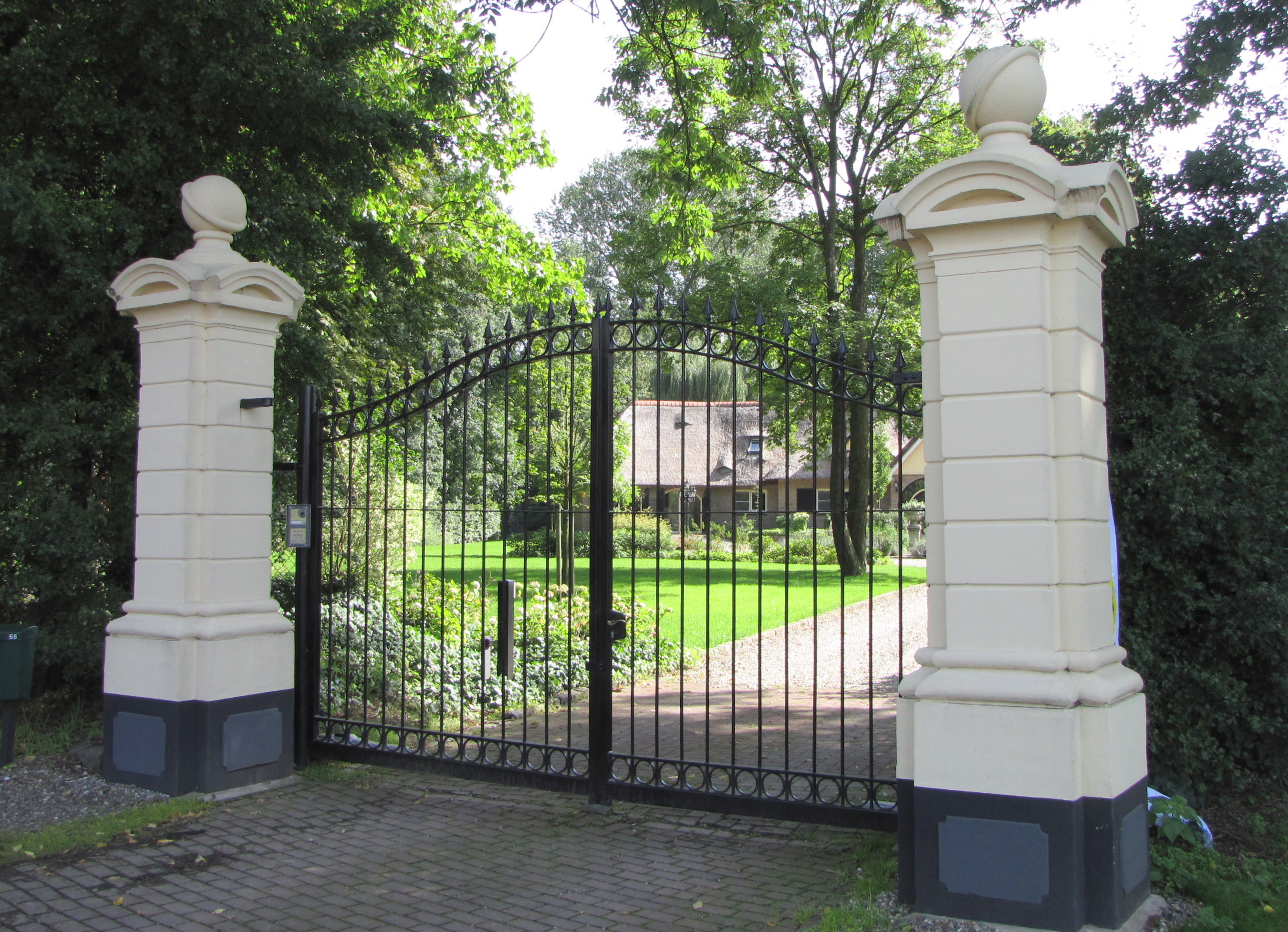
Hekpijlers met de naam "De Wildt"

De Wildt was een kasteel in Gendringen, in de Nederlandse provincie Gelderland, dat in 1950 werd afgebroken. Het was ook bekend onder de namen Sluiskamp, Sluseborch, Sluysenburgh, Sluzencamp en Het Wilt. Het kasteel werd in 1743 getekend door de Nederlandse kunstenaar Jan de Beijer.
Na het verdwijnen van het kasteel en het latere huis, herinnert alleen een poortje bij de Duitse grens aan het kasteel en twee hekpijlers.

## Geschiedenis
Het kasteel werd vermoedelijk even na 1305 gebouwd door Diederick van Bylant (lid van de familie Van Bylandt). Hij kreeg het in dat genoemde jaar namelijk in leen van de graaf van Gelre maar werd wel verplicht er een kasteel of versterkt huis te bouwen. Van Bylant gaf het vervolgens in onderleen aan leden van de familie Van der Wilten die het kasteel zijn naam gaf. In 1741 was de grootheid verdwenen en was het kasteel in gebruik als boerenwoning, waarbij in de oorspronkelijke grachten onkruid groeide. In 1833 was er een rosoliemolen aangebouwd.
In 1841 was het Huis te huur, hetgeen in de Opregte Haarlemsche Courant als volgt werd omschreven:
Te HUUR, om met 10 Mei 1841 te aanvaarden: het HUIS DE WILDT, alleraangenaamst en vrij van overstroming gelegen, even buiten het Dorp Gendringen in Gelderland, aan den grooten Weg van Doesborg op Anholt en Dinxperlo, bevattende het in de laatste jaren geheel gemoderniseerd Huis, achtgeplafonneerde en behangen Kamers, Wasch- en Mangelkamer, Keuken, Kelder, ruime Zolders en verdere Gemakken, voorts de daarbij staande remise, Schuur en Stalling, de voor en ter zijden het Huis gelegen Tuin en Boomgaard , beplant met fijne Vruchtboomen, het alles omgeven van Vischrijke Grachten. Kunnende de Huurder, desverkiezende ook eenige onder het goed behorende BOUW- en WEILANDEN, alsmede het regt van JAGT en VISSCHERIJ onder de Huring bekomen. Het alles te bevragen bij den Heer J. FEIJE, Makelaar bij de Oude Kerk te Amsterdam, en ten Kantore van den Heer KOLFSCHOTEN, Notaris te Gendringen.
In 1844 bleek het kasteel in eigendom van de luitenant-generaal (en latere minister) jhr. Johannes Theodorus van Spengler (1790-1856) die het kasteel verbouwde en het een neoclassicistisch uiterlijk gaf. Vanaf eind 19e eeuw was het kasteel achtereenvolgens in gebruik als boterfabriek, als hotel en café. In mei 1936 kwam in de raadsvergadering van Gendringen aan de orde dat de eigenaar het huis wilde slopen. Om tijd te winnen om te kunnen bepalen of het historisch belangrijke gebouw behouden kon worden kondigde de raad direct een monumentverordening aan. Josephine Schumacher - waarschijnlijk de eigenaar - uit het Duitse Mülheim ging daartegen in beroep. Inmiddels was vastgesteld dat van het oorspronkelijk Huis „de Wildt" vrijwel niets meer over was. Zelfs werd geconcludeerd dat de nog aanwezige toren geen overblijfsel was van het Huis. B. en W. haalden het gebouw daarom van de monumentenlijst af.
Eind jaren 1930 bleek het gebouw nog te bestaan en was dansschool Vieberink in het kasteel gevestigd.
In 1952 werd het uiteindelijk toch afgebroken om plaats te maken voor een school.
Aalst · Aardenburg · Acquoy · Aerdt · Agistaldaburg · Ahof · Aldenhaag · Aller · Ambe · Ammersoyen · Ampsen · Andelst · Angeroyen · Appelburg · Appelse walburg · Appeltern · Arler · Baak · Babberich · Baer · Baerle · Bakerbosch · Balgoij · Barlham · Batenburg · Beek · Beerenclaauw · Bemmel · Bevervoorde · Bergh · Biljoen · Bingerden · Blankenborg (Laren) · Blankenborg · Blauwe Huis · Blokhuis (Ravenswaaij) · Boelenham · Boetselaersborg · Borculo · Boswaai · Brakel · Den Brakel · Den Bramel · Bredevoort · Broekhuizen · Bronkhorst · Bruchem · Bruinhorst · Brunsberg · Bulkestein · Bunswaard · Burcht van Tiel · Buren · De Buurse · Byland · Byvanck · Caetshage · Camphuysen · De Cannenburch · de Cloese · Coldenhove · Culemborg · Dedinckweerd · Delwijnen · Didam · Diepenbroek · Hof te Dieren · Huis Dijck · Dikke Tinne · Doddendaal · Dodewaard · Doornenburg · Doornik · Doorwerth · Dooyenburg · Dorth · Doseburg · Drakenburg · Dreumel · Druten · Duivelshuis · Eerbeek · De Ehze · Elburg · Eldrik · Emmerik · Engelenburg · Groot Engelenburg · Engelrode · Enghuizen · Enspijk · De Essenburgh · Essenpas · Est · Fokkinck · Gameren · Geerestein · Geldermalsen · De Gelderse Toren · Geldersweerd · Gellicum · Gendt · Gennepestein · Glindhorst · Goudenstein · ‘s-Grevenhoef · Groot Hell · Groenlo · Groesbeek · Huis te Groesbeek · Grunsfoort · Gulden Spijker · Hackfort · Hackforts Veenhuis · Hagen · Hagevoort · Hamerden · Hanepol · Harreveld · Harslo · Hassink · Het Haveke · Hedel · Heeckeren · De Heegh · Hees · De Heest · Hellouw · Hemmen · Hernen · Motte van Hernen · Heumen · Heusden · Hoekelum · Hoekenburg · De Hoeve · De Hof · Hof d'Ooy · Hof van Arkel · Huis het Holt · Holthuis · Het Holtslag · Ter Horst · Houberg · St. Hubertus · Huissen · Hulhuizen · Hulkestein · Hulsen · Hunneschans bij De Duno · Hunneschans bij Uddel · Jonker Bloo · 't Joppe · De Kamp · Karssenberg · Kemnade · Keppel · Kermestein · Kernhem · Kervel · Kiefskamp · De Kinkelenburg · Klein Enghuizen · Kleverburg · Kortenhoeve · Laag Helbergen · Lakenburg · Landfort · Langen · Latenstein · De Lathmer · Lathum · Ter Lede · Leegpoel · Leemcuyl · Leeuwen · Leeuwenbergh · Lensenburg · Lent · Leur · Leuvenum · Leyenburg · Lichtenvoorde · Lievenstein · Loenen · Loevestein · Loil · Loowaard · Luynhorst · Hof te Maasbommel · Magerhorst · Malburgen · Malderburcht · Malsen · Manhorst · Marhulsen · De Marsch · Marveld · Mathena · Maurik · Medel · Medestein · 't Medler · Meinerswijk · De Mellard · Mensink · Mergelp · Meteren · 't Meyerink · Middachten · Millingen · Mussenberg · Nagelhorst · Nederhagen · Nederhemert · Neerijnen · Huis Neerijnen · De Nesch · Nettelhorst · Nieuwe Blokhuis ·  Nijburg · Nijenbeek · Old Putten · Notenstein · Nye Huis · Olde Spijker · Oldenaller · Oldenhof (Driel) · Oldenhof (Heteren) · De Ooij · Oolde · Oud Oolde · Oosterhout · Ophemert · Opijnen · Oud Ampsen · Oude Blokhuis · Het Oude Loo · Oude Voorst · Oudenborch · Oud-Wisch · Huis te Overasselt · Overeng · Overhagen · Overlaar · 't Oye · Palmestein · De Parck · Persingen · Plekenpol · Ploen · Pluimenburg · Poederoijen · Poelwijck · Poelwijk · De Pol (Dreumel) · Huis de Poll (Huis te Gietelo) · De Poll (Huissen) · Pollenbering · Pollenstein · Puttenstein · Het Raasink · Ravenhorst · De Rees · Ressen · Reuversweerd · Reygersfoort · Rhijnestein · Huis Rijswijk · Rode Toren · Roode Wald · Rosande · Rosendael · Rossum · Rumpt · Ruurlo · Rijsselt · Schadewijk · Schaffelaar · Scherpenzeel · Schoonbroek · Schoonderbeek · Schoonenburg · Schuilenburg · Schuilkerke · Hof te Seelbeek · Sevenaer I · Sevenaer II · Sinderen (Oude IJsselstreek) · Sinderen (Voorst) · Slangenburg · Sleeburg · Slimsijp · De Snor · Soelen · Spaansweerd · Spaldorp · Spijk · Staverden · Sterkenburg · Swanepol · Tarthorst · Teisterbant (Kerk-Avezaath) · Teisterbant (Kerkdriel) · Ter Dicke · Tolhuis · Tolhuis (Tiel) · Tollenburg · Tongerlo · Toren van Wely · Tuil · Ubbergen · Uilenburg (Ewijk) · Uilenburg (Heteren) · Ulenpas · Ulft · Upladen · Valburg · Valkhofburcht · Valkhofpalts · Vanenburg · Varik · Hof te Varsseveld · 't Velde · Velhorst · Verwolde · Vierakker · De Voorst · Voorstonden · Vorden · Vosbergen · Vredenburg · Vredestein (Driel) · Vredestein (Ravenswaaij) · Vuren · Waardenburg · Waddestein · Wadenoijen · Waede · Wageningen · Walfort · 't Waliën · De Wardt · Watergoor · Watermeerwijk · Wayenstein (Huis te Herwijnen) · Well (Huis van Malsen) · Weijenrade · Westenburg · Westerholt · Weurt · De Wiersse · Wijenburg (Echteld) · De Wildenborch · De Wildt · Wilp · Wilperhorst · Winssen · Wisch · Wychen · Wolfswaard · Woolbeek · Yrst · IJzendoorn · Zeeland · Zilveren Spijker · Zuilichem · Zwaluwenburg · Zwanenburg (Heerde) · Zwanenburg (Megchelen)